# Проституция в Швеции
Проституция в Швеции не наказуема для лиц, которые непосредственно ею занимаются (но не для посредников или покупателей). Уголовная ответственность за покупку секса падает на клиента, сутенёрство и содержание борделей также запрещены. Это называется Шведская модель борьбы с проституцией.

## История

### XVIII век
Первое свидетельство законодательного запрета проституции относится к закону 1734 года, запрещающему сексуальные отношения вне брака.

### XIX век
С 1833 года надзор за проститутками передан муниципалитетам. Попытка запретить проституцию в 1836 году не увенчалась успехом, равно как открытие государственного или лицензирование частных борделей. С 1847 года проституция вне закона, но приемлема в обществе, проводятся медицинские осмотры, а бордели существуют под наблюдением полиции. Проституция вынужденно принимается как «наименьшее необходимое зло».

### XX век
После 1918 года проституция попадала под действие закона о профилактике венерических заболеваний (1918) и закона против бродяжничества (1885), запрещающие безработным торговать телом.

## Закон о запрете проституции
В современной Швеции проституция криминализована, при этом уголовной ответственности подлежит клиент. Закон, известный как «Sexköpslagen» и делающий преступной плату за секс, был принят риксдагом 4 июня 1998 года и вступил в силу 1 января 1999 года, став уникальным в Европе. Позднее подобные законы были приняты в Норвегии в 2009 году и в Исландии, также в 2009 году. Некоторые европейские страны в настоящее время обсуждают возможность принятия аналогичных правовых норм. По состоянию на 2019 год «шведская модель» действует в Израиле, Ирландии, Исландии, Канаде, Финляндии, Франции и в одной из провинций Соединённого Королевства — Северной Ирландии.

### Принятие закона
Швеция способствовала продвижению прав женщин долгое время. К примеру, в 1965 году Швеция криминализовала изнасилования в браке, тогда как в большинстве других европейских стран и в странах англоговорящего мира оно было признанно преступлением гораздо позже — в 1980—1990 годах. Правительство Швеции также выделяется высоким процентом женщин на руководящих должностях в политике на всех уровнях. В 1999 году, когда Швеция ввела действующие сейчас в отношении проституции законы, шведский парламент почти на 50 % составляли женщины. Шведская политика в отношении проституции была разработана и лоббировалась Шведскими организациями женских приютов (шелтеров). За неё боролись 2 партии, которые имели высокое число женщин-парламентариев в сравнении с остальными шведскими партями. Закон поддержали социал-демократы, Левая партия и «Зелёные», против голосовали умеренные и либералы. Христианские демократы воздержались, считая, что криминализовать нужно как спрос, так и предложение.
Однако, Швеция на этом не остановилась. В 2002 году Швеция дополнила существующее законодательство. Акт 2002 году о «противодействии торговле людьми в целях сексуальной эксплуатации» прикрыл существовавшие до того лазейки и расширив возможности для отслеживания сети задействованных в проституции лиц, как то вербовщики, поставщики проституток и хозяева борделей.
Однако, когда в 2005 году сменилось правительство и прежние оппозиционные партии пришли к власти, о возвращении старого порядка никто уже не вспоминал. В 2011 году правительство предложило поднять верхнюю планку наказания за покупку секса до одного года, и это предложение было принято парламентом большинством в 282 против одного.
Причинами введения этого закона шведскими законодательными властями послужили: свод законов о женщинах (Kvinnofridslagstiftningen) и прочее законодательство, определяющее, что проституция — вид насилия в отношении человека, одна из форм эксплуатации людей и доминирования «клиента» над «продавцом», а также необходимость предотвращения торговли людьми и сопутствующей преступности, как-то содержанию притонов и распространению наркотиков. Закон нейтрален к полу людей, так как Швеция декларирует, что в основе её гендерной политики — формирование общества, в котором мужчины и женщины имеют одинаковые права, возможности и обязанности. Пол продавца или покупателя сам по себе не является определяющим вину факторов перед законом, ставящим запрет на покупку сексуальных услуг как в мужской (жиголо, катамитизм), так и в женской проституции.

### Последствия принятия закона
Закон вступил в действие с 1 января 1999 года и включён в уголовный кодекс с 1 апреля 2005 года. Наказание было установлено в виде штрафа или тюремного заключения на максимальный срок в шесть месяцев. По состоянию на 2008 год, было обвинено 1650 клиентов мужского пола, но никто не был заключён в тюрьму.
По сведениям полиции и социальных служб, со времени введения закона, пресекающего спрос, масштабы уличной проституции в Швеции значительно сократились. Введение уголовной ответственности привело к сокращению не только количества женщин, вовлекаемых в проституцию, но и мужчин, покупающих сексуальные услуги. Согласно Службе криминальной полиции Швеции, закон «О запрете на покупку сексуальных услуг» препятствует распространению торговли людьми в Швеции.

### Общественное мнение

#### До 2005 года
По некоторым данным, закон пользовался в Швеции поддержкой общественности. Недавний опрос показал, что 80 % шведов «поддерживают закон и принципы, заложенные при его разработке». При опросе, проведённом центром исследования общественного мнения в 1999 году, и повторно спустя 2 года, было отмечено повышение от 76 % до 81 % числа людей, довольных этим законом. Процент опрошенных, желавших отмены закона, составил 15 % в 1999 году и 14 % через два года. Остальные опрошенные не определились с ответом. В другом опросе 71 % шведов высказались за поддержку запрета платы за секс (они хотели, чтобы закон остался лишь на бумаге). Тем не менее, тот же опрос показал очень интересную вещь: несмотря на факт одобрения данного закона большинством шведов, только 20 % опрошенных считают, что сократилось число людей, дающих плату за секс.
Проведенный в 2005 году компанией «Durex» опрос о сексе показал, что среди опрошенных в 34 странах в Швеции самый низкий процент респондентов, которые платят за секс (3 %). Наибольший процент людей, платящих за секс, был отмечен во Вьетнаме(34%), вслед за Гонконгом(25%) и Таиландом(24%). Тем не менее некоторые люди[кто?] поставили под сомнение достоверность этого опроса.

#### После 2005 года
В 2009 году был одобрено предложение отменить текущую редакцию закона по причине того, что он не затрагивает женщин, уже вовлечённых в проституцию.  В 2011 году было опубликована работа, ставящая под сомнение степень реализации желаемых целей и показывающая, что запретительные нормы ухудшают положение занятых в проституции.

### Критика закона
Среди критических замечаний основным нареканием стало то, что система правосудия, ставя проституцию вне закона, делает её подпольной, переводя на чёрный рынок.